# Pneumatopteris truncata
Pneumatopteris truncata är en kärrbräkenväxtart som först beskrevs av Jean Louis Marie Poiret, och fick sitt nu gällande namn av Holtt. Pneumatopteris truncata ingår i släktet Pneumatopteris och familjen Thelypteridaceae. Inga underarter finns listade.